# HEAVY TRAFFIC
『HEAVY TRAFFIC』（ヘヴィー・トラフィック）は、大久保海太が所属したバンド「ELEC」名義でリリースしたミニアルバム。2003年7月21日発売。発売元はDoramatic Records。

## 解説
元「DOG HAIR DRESSERS」の太田朝子・太田成義、ロックバンド「OKBQT VERY LIFE」のメンバーだった中村優規に大久保を加えた計4名で結成したバンドの残した、唯一のミニ・アルバム。また、大久保にとってはレコード会社#日本国内の主なレコード会社（メジャー・レーベル）との契約終了後、初めて公にリリースしたCD作品となる。2ndアルバム『ギン』リリース直前の、2000年6月29日付読売新聞・夕刊に掲載されたインタビューで「（ソロ歌手になったが）今でも、バンドを結成したいと思っています」と語っていたように、バンド・スタイルでの再スタートとなった。
それぞれの担当楽器は、ギター&ヴォーカルが大久保、ギターが太田朝子、ベースが太田成義、ドラムスが中村優規。大久保以外の3名はコーラスも務めた。
作詞・作曲はすべて大久保海太。歌詞カード中には、「大久保海太（25）」と当時の年齢が一緒にクレジットされている。

## 収録曲
1. 海風　　（4:24）
  - 作詞・作曲: 大久保海太
2. RAIN BIRD　　（3:36）
  - 作詞・作曲: 大久保海太
3. 空中　　（5:33）
  - 作詞・作曲: 大久保海太
4. 少年は今　　（5:28）
  - 作詞・作曲: 大久保海太
5. スターライダー　　（3:37）
  - 作詞・作曲: 大久保海太
6. カーステレオ　　（5:34）
  - 作詞・作曲: 大久保海太

※編曲者の表記はなし。

## 関連作品
- DIVE (OKBQT VERY LIFEの曲)

2001年にメンバーの大久保・中村らで結成されたバンド「OKBQT VERY LIFE」のシングル。